# Villa Karg

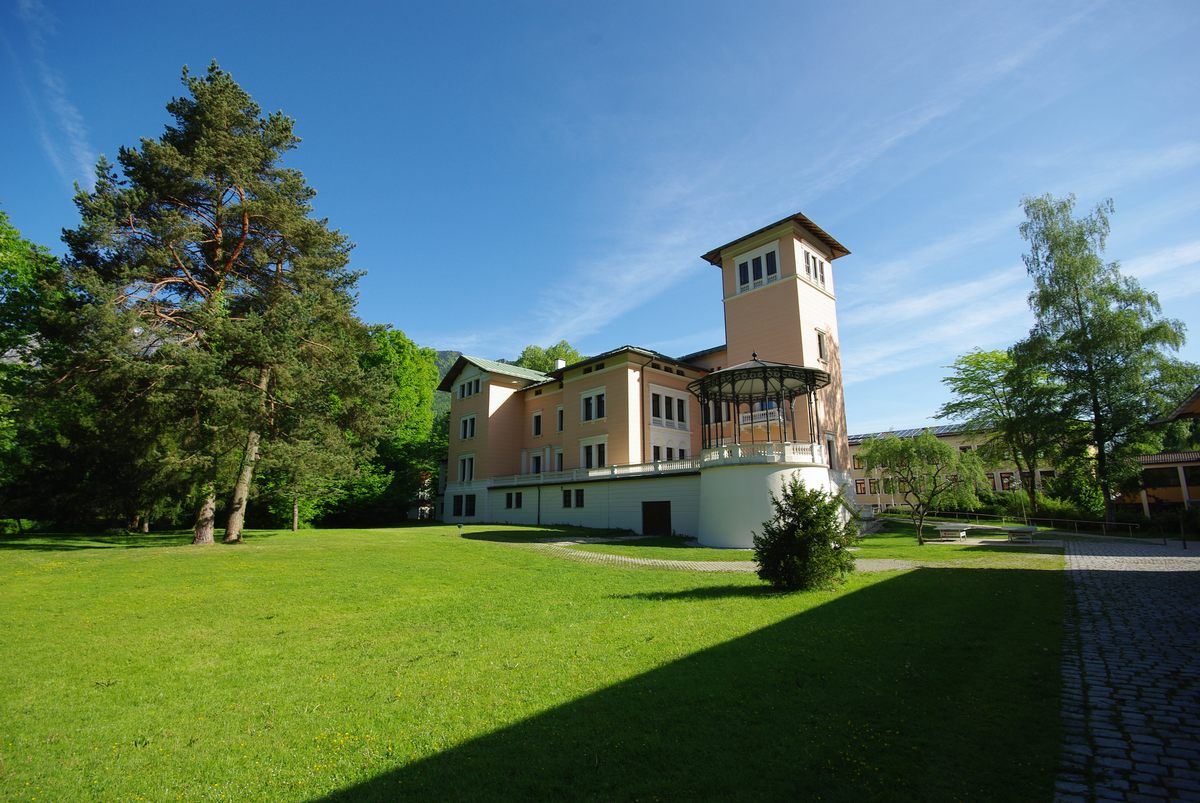
Villa Karg, Ansicht von Südwesten

Die Villa Karg ist eine Villa in der oberbayerischen Kurstadt Bad Reichenhall.
Die Villa Karg und der angeschlossene Karlspark stehen unter Denkmalschutz und sind unter der Nummer D-1-72-114-135 in die Bayerische Denkmalliste eingetragen.

## Lage

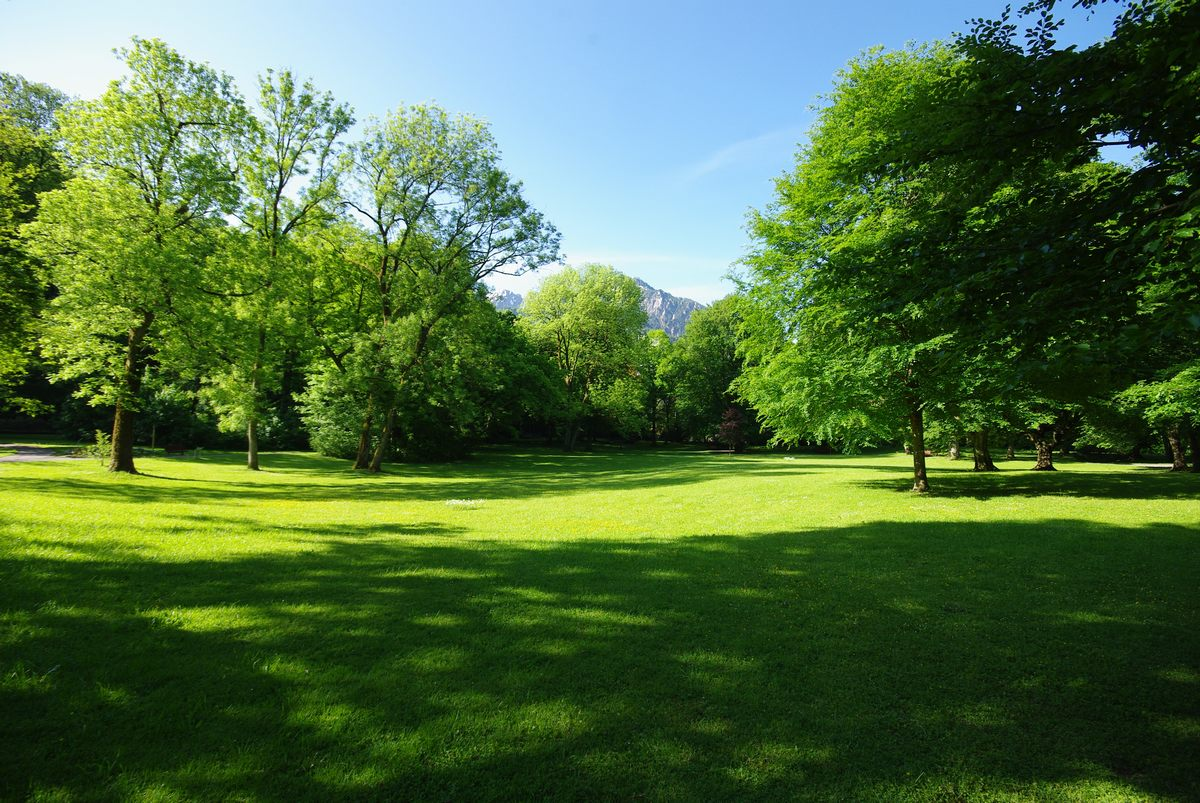
Karlspark

Die Villa Karg befindet sich an der Salzburger Straße in Bad Reichenhall, Hausnummer 28. An die Villa schließt westlich der Karlspark an. Auf der gegenüberliegenden Seite der Salzburger Straße befindet sich der denkmalgeschützte Hofwirt.

## Geschichte

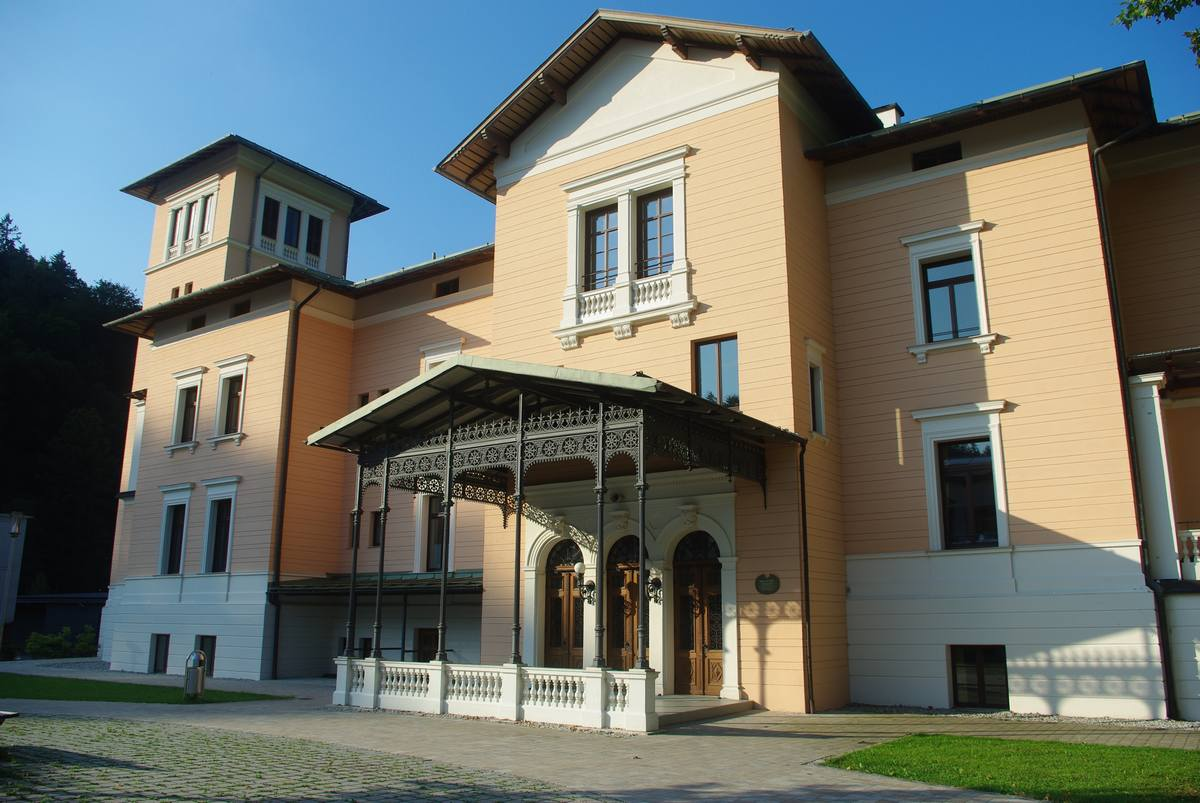
Villa Karg, Ansicht von Nordosten

Josef Freiherr von Karg-Bebenburg ließ zwischen 1869 und 1871 die Villa Karg erbauen und den Karlspark anlegen. Karg-Bebenburg arbeitete als Grenzoberkontrolleur in Reichenhall, nach der Heirat mit der Millionärserbin Frances Isabella Frerichs, deren Vater 1866 bei einem Kuraufenthalt in Kirchberg verstarb, hatte Karg-Bebenburg die finanziellen Mittel zum Kauf des Grundstückes und für den Bau der Villa. Am Bau waren der Architekt Karl Bernatz und der Maler August Hövemeyer beteiligt.
1925 kaufte die Stadt die Villa samt dem 50.000 m² großen Grundstück von der Augsburger Alpinen Maschinen AG und richtete dort die „Städtische Karlsrealschule mit Progymnasium“ ein. In der Folge wurden im Laufe der Jahre die nordöstlich der Villa gelegenen Teile der Parkanlage und die Stallungen mit Schulhof und weiteren Schulgebäuden überbaut. 2007 wurde das Gymnasium um eine Sporthalle erweitert, die in den denkmalgeschützten Bereich des Karlsparks gebaut wurde. In der Villa Karg befinden sich heute die Klassenräume der Oberstufe des Karlsgymnasiums.

## Baubeschreibung
Die Villa Karg ist ein vornehmer klassizistischer Gruppenbau mit Giebelrisaliten und Belvedereturm. Der Eingang auf der Nordostseite liegt unter einem eisernen Vordach, die Terrasse befindet sich in einem eisernen Pavillon. Zur Villa gehört die Parkanlage, der sogenannte Karlspark. Villa und Park entstanden zwischen 1869 und 1871. 